# Surf tracté

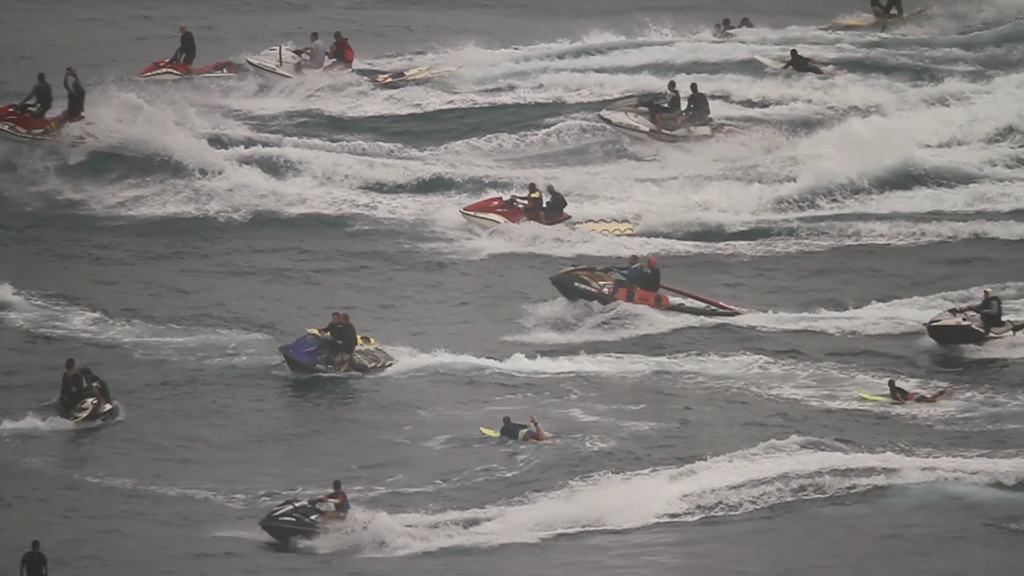
Surf tracté à Jaws à Hawaï en 2012.

La pratique du surf tracté ou tow-in en anglais, est une façon de pratiquer le surf particulière, qui consiste à lancer un surfeur sur une vague à l'aide d'un engin motorisé, le plus souvent une motomarine.
Cette technique a été développée par des pionniers comme Darrick Doerner, Laird Hamilton, Buzzy Kerbox, Dave Kalama et d'autres à la fin des années 1990. Elle permet de surfer des vagues trop grosses ou trop rapides pour pouvoir être surfées de manière habituelle, c’est-à-dire en ramant avec les mains.
L'utilisation d'hélicoptères pour tracter le surfeur de tow-in, apparue dans les années 2000, présente de nombreux avantages par rapport à la motomarine. Le pilote, situé au-dessus du surfeur, est capable de repérer les vagues de très loin et de placer le surfeur idéalement. L'hélicoptère peut se déplacer plus rapidement et n'a pas à se soucier de la surface de la mer.[réf. nécessaire]

## Controverse
De nombreuses voix se sont élevées pour dénoncer la pratique du surf tracté, qui semble en contradiction avec la philosophie du surf, les moteurs des motomarines d'ancienne génération étant bruyants et pollueurs (et plus encore celui des hélicoptères).

## Spots célèbres de Tow-In
- Todos Santos, Mexique
- Mavericks, Californie du Nord.
- Jaws, sur l'île de Maui, Hawaii.
- Aill Na Searrach, Cliffs of Moher, Irlande
- Nazaré, Portugal
- Belharra-Perdun, France

## Big wave surfers reconnus
- Ken Bradshaw
- Laird Hamilton
- Garrett McNamara
- John McCarthy
- Ross Clarke-Jones
- Cheyne Horan
- Tyler Smith